# Вислав (король ободритов)
Вислав I (Вышеслав, около 610 – 700) — великий князь славянского племени бодричей и всего Союза ободритов. По подсчетам И. Ф. Хемница правил 36 лет, то есть с 664 по 700 год. Его женой, предположительно, была саксонская принцесса Адолла, что отчасти подтверждается тем, что имя его сына Ариберта (Оритберт) имеет саксонское происхождение.